# Сетен
Сетен, Сетін, Засетен (біл. Се́цен, Се́цін, Засе́цен) — озеро в Гомельському районі Гомельської області Білорусі, за 2 км на північний схід від міста Гомель, в агромістечку Поколюбичі, в басейні річки Сож.
Площа поверхні 0,22 (0,18) км². Довжина 0,8 (0,85) км, найбільша ширина 0,3 км. Найбільша глибина 5,8 м, середня — 3,42 м. Довжина берегової лінії 2,09 км. Обсяг води в озері 0,75 млн м³. Котловина озера витягнута в напрямку з північного сходу на південний захід. Схили улоговини висотою 3-5 м, під городами і будівлями. Береги висотою 0,2 м, піщані. Озеро безстічне.
В озері водяться щука звичайна, окунь, плітка, карась, краснопірка, лин, йорж звичайний.
У напрямку на схід від озера знаходиться археологічна пам'ятка — городище.